# JPT1
JPT1 (англ. Jupiter microtubule associated homolog 1) – білок, який кодується однойменним геном, розташованим у людей на короткому плечі 17-ї хромосоми. Довжина поліпептидного ланцюга білка становить 154 амінокислот, а молекулярна маса — 16 015.
| 10         |  | 20         |  | 30         |  | 40         |  | 50         |
| ---------- |  | ---------- |  | ---------- |  | ---------- |  | ---------- |
| MTTTTTFKGV |  | DPNSRNSSRV |  | LRPPGGGSNF |  | SLGFDEPTEQ |  | PVRKNKMASN |
| IFGTPEENQA |  | SWAKSAGAKS |  | SGGREDLESS |  | GLQRRNSSEA |  | SSGDFLDLKG |
| EGDIHENVDT |  | DLPGSLGQSE |  | EKPVPAAPVP |  | SPVAPAPVPS |  | RRNPPGGKSS |
| LVLG       |  |            |  |            |  |            |  |            |

A: Аланін

D: Аспарагінова кислота

E: Глутамінова кислота

F: Фенілаланін

G: Гліцин

H: Гістидин

I: Ізолейцин

K: Лізин

L: Лейцин

M: Метіонін

N: Аспарагін

P: Пролін

Q: Глутамін

R: Аргінін

S: Серин

T: Треонін

V: Валін

Кодований геном білок за функцією належить до фосфопротеїнів. 
Задіяний у таких біологічних процесах, як ацетилювання, альтернативний сплайсинг. 
Локалізований у цитоплазмі, ядрі.